# Schistogyne
Schistogyne es un género de plantas fanerógamas de la familia Apocynaceae. Contiene 14 especies.

## Descripción
Son enredaderas herbáceas (basalmente ligeramente leñosas), con látex de color blanco. Los brotes  poco a densamente pubescentes. Las hojas pecioladas; láminas muy suavemente herbáceas, descolororidas, de 3-9 cm de largo y 1.3 cm de ancho, ovadas a triangular deltadas, basalmente cordadas, el ápice agudo o acuminado, ligeramente ondulados o indiferenciados, adaxialmente rara vez glabros o escasamente a densamente pubescentes, abaxialmente poco a densamente pubescentes o, raramente, glabros.
Las inflorescencias son extra-axilares, solitarias, más cortas que las hojas adyacentes o casi tan largas como las hojas adyacentes o más que las hojas adyacentes, con 3-10 flores, simples,  pedunculadas.

## Distribución y hábitat
Son originarias de América del Sur. Se encuentran en Argentina, Bolivia, Brasil, Paraguay, Uruguay en los bosques y en los márgenes de los pastos, bastante húmedos, pero a menudo ligeramente con hábitats perturbados.

## Taxonomía
El género fue descrito por Hook. & Arn. y publicado en Journal of Botany, being a second series of the Botanical Miscellany 1: 292. 1835.

## Especies
| - Schistogyne attenuata Rusby - Schistogyne berroi Arechav. - Schistogyne boliviensis Schltr. - Schistogyne decaisneana H.Karst. - Schistogyne fiebrigii Malme - Schistogyne longipedunculata Malme - Schistogyne mandonii Malme - Schistogyne mosenii (Malme) T.Mey. - Schistogyne multiflora (Malme) T.Mey. - Schistogyne oxypetaloides Schltr. - Schistogyne pentaseta Rusby - Schistogyne pubescens Malme - Schistogyne sylvestris Hook. & Arn. - Schistogyne tucumanensis T.Mey. |